# Hans Makart

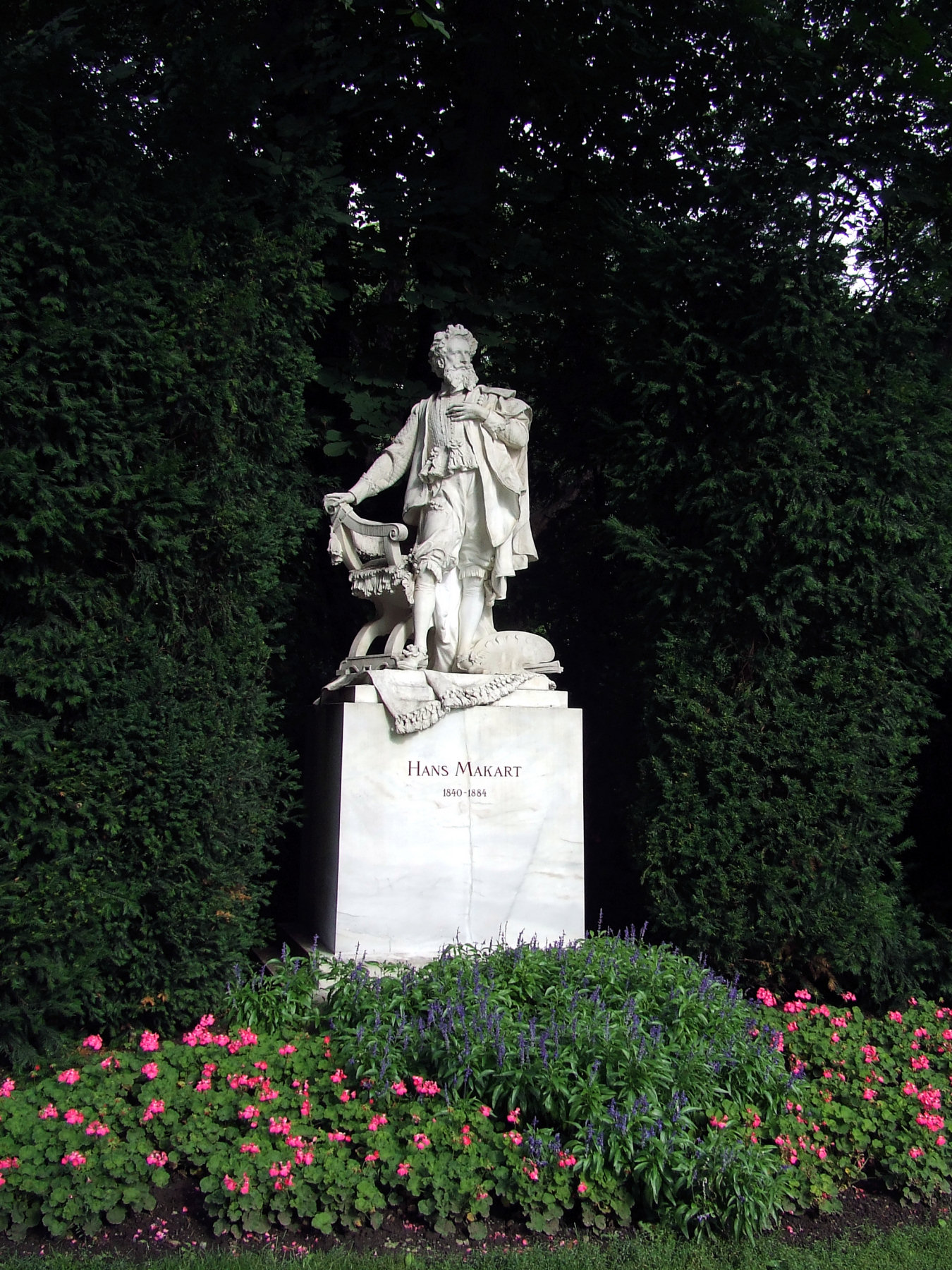
Pomník Hanse Makarta ve Vídni

Hans Makart (28. května 1840, Salcburk – 3. října 1884, Vídeň) byl rakouský malíř a dekoratér. Je hlavním představitelem období vzniku vídeňské Ringstrasse (60.–70. léta 19. století).

## Život
Johann Evangelist Ferdinand Apolinaris Makart byl synem arcibiskupského komorníka na zámku Mirabell v Salcburku, Johanna Makarta a jeho ženy Marie Kathariny, rozené Rüssemayrové. Jeho otec měl výtvarné nadání, ale během cesty do Itálie, při které maloval, zemřel (1849).

### Studia
Makart v roce 1858 odešel do Vídně, kde studoval na Akademii výtvarných umění, ale jako netalentovaný byl propuštěn.
Krátce nato odjel do Salcburku a poté do Mnichova, kde nejprve studoval u Josta Schiffmanna a v roce 1851 se zapsal na Akademii výtvarných umění a studoval u Karla Theodora von Pilotyho. Makart cestoval v roce 1862 do Londýna a Paříže a dále absolvoval studijní pobyty v Itálii, v letech 1863, 1864 a 1866.
V roce 1869 byl pozván do Vídně, kde mu byl na státní náklady zařízen a pronajat ateliér. Ve stejném roce se Hans Makart oženil, jeho manželkou se stala Mnichovanka Amalie Franziska Roithmayrová, která ale již v roce 1873 zemřela. Z manželství se narodila dcera Margareta (1872–1923) provdaná za admirála Alfreda Koudelku. Zimu 1875–1876 strávil Makart společně s přáteli Rudolfem Huberem a Carlem Leopoldem Müllerem v Egyptě, kde se v Káhiře setkal s Franzem von Lenbachem.
V roce 1876 se Makart stal profesorem na Výtvarné akademii ve Vídni v ateliéru historické malby. O rok později odcestoval do Belgie a Holandska a poté v letech 1877–1878 navštívil Španělsko a Maroko. Od roku 1878 byl jmenován vedoucím speciálky pro historickou malbu.
Byl mimo jiné též dobrým organizátorem a kostýmním návrhářem. U příležitosti stříbrné svatby císařského páru, Františka Josefa a Alžběty Bavorské, uspořádal 24. července 1879 slavnost, při níž účinkovalo několik set protagonistů v renesančních kostýmech, které navrhl pro měšťany a v barokních kostýmech pro umělce. Četné skici k návrhům na kostýmy a doplňky jsou dodnes zachovány v Archivu vídeňské akademie. V letech 1880–1882 byl Makart ředitelem vídeňského Domu umělců (Künstlerhaus). Ve svém atelieru uskutečnil celou řadu oslav, kterých se účastnily přední osobnosti tehdejší doby. V roce 1881 se Makart podruhé oženil a jeho ženou se stala tanečnice Bertha Babitschová.
K jeho žákům patřili také mnozí čeští výtvarníci, například Čeněk Vosmík.

### Hrob a vyobrazení
Po své smrti byl pohřben v čestném hrobě na Vídeňském ústředním hřbitově. V roce 1889 byl náhrobek upraven dle návrhu Edmunda Hellmera. Umělcovým jménem byla v roce 1894 přejmenována jedna z ulic Vídně (Makartgasse). Roku 1898 postavil Fritz Zerritsch Makartův mramorový památník ve vídeňském Městském parku, podle návrhu Viktora Tilgnera. Rakouská pošta vydala k Makartově poctě vícekrát příležitostné známky.

## Makartův atelier

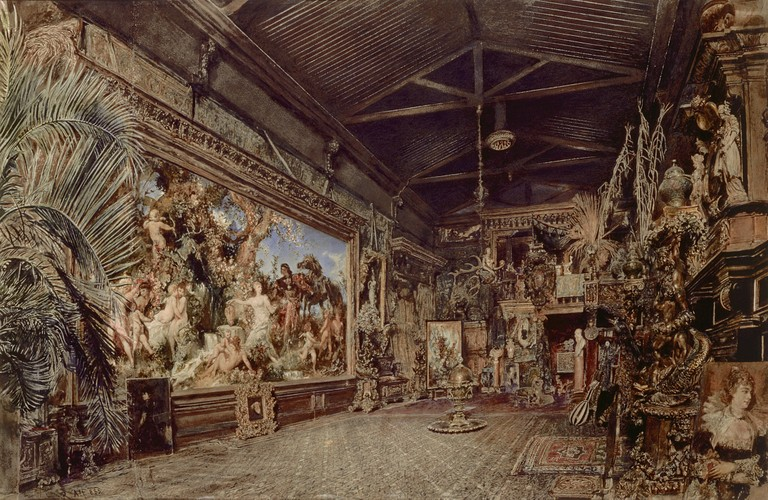
Rudolf von Alt, Makartův atelier v Gusshausstrasse ve Vídni

Poté, co byl Makart v březnu 1869 z Říma pozván do Vídně, byl mu na příkaz císaře Františka Josefa zařízen atelier v domě sochaře Antona Dominika Fernkornse. Roku 1872 si Hans Makart na vlastní náklady pořídil atelier v Gusshausstrasse č. 25, který vybavil atypicky luxusně nábytkem, koberci, antikvitami a zbraněmi. Starý atelier mu sloužil k bydlení.
Od roku 1873 se uskutečňují legendární ateliérové oslavy s četnými prominentními hosty. Makartův atelier byl volně přístupný veřejnosti a stal se opravdovým turistickým lákadlem pro cizince. R. 1872 navštívila atelier sama císařovna Alžběta. Roku 1875 se v atelieru oslavila návštěva Richarda Wagnera, při které byl přítomen i malíř Arnold Böcklin a Ferenc Liszt hrál na klavír. Makart pronajímal atelier bezplatně i svým kolegům (Eduard Charlemont, Franz von Lenbach, Emil Jakob Schindler nebo Viktor Tilgner). Mnozí umělci zachovali Makartův atelier na svých obrazech. Po smrti umělce zůstala budova prázdná a r. 1916 byla zbořena.
Dnes se mluví o „Makartově stylu bydlení“ a bytového zařízení 19. století, který je charakterisován pompou, těžkými sametovými závěsy, obklady stěn a mohutnými lustry. Takový styl bydlení si získal u bohatých měšťanů značnou oblibu. V tomto prostředí hrála důležitou roli i tzv. Makartova kytice – obraz s květinami, palmami, rákosím a trávou.

## Význam
Makartovými vzory byli především Tizian a Rubens. Jeho díla jsou charakterisována smyslností a pathosem, vše za účelem teatrálního efektu. Toto působení je také označováno jako barevné opojení. Z jeho děl jsou známy především cyklus „Pět smyslů“, který je z větší části vystaven v zámku Belvedere (Rakouská galerie).
Většina zakázek na výzdobu budov ztroskotala na jeho požadavcích obrovského honoráře, teprve roce 1881 mohla začít výzdoba prostor schodiště Uměleckohistorického musea ve Vídni. Tato malba znázorňuje alegorii malířství a sochařství a deset zobrazení slavných malířů i s jejich modely. Působil též jako bytový architekt, zejména pro svého mecenáše průmyslníka Nikolause Dumbu, kterému upravil sídlo ve stylu svého atelieru. Též klobouky a límce se nosily dle Makartových návrhů. Blížil se tím ideálu celostního umění (Gesamtkunstwerk). Po jeho předčasné smrti převládl názor, že s jeho odchodem končí i určitá kulturní epocha, a skutečně již po několika desetiletích je Makart vnímán téměř jako slavná sportovní postava. Makart měl výrazný vliv na mladé malíře, jako např. na Gustava Klimta, který také pokračoval ve výzdobě schodiště Kunsthistorického musea.

## Dílo

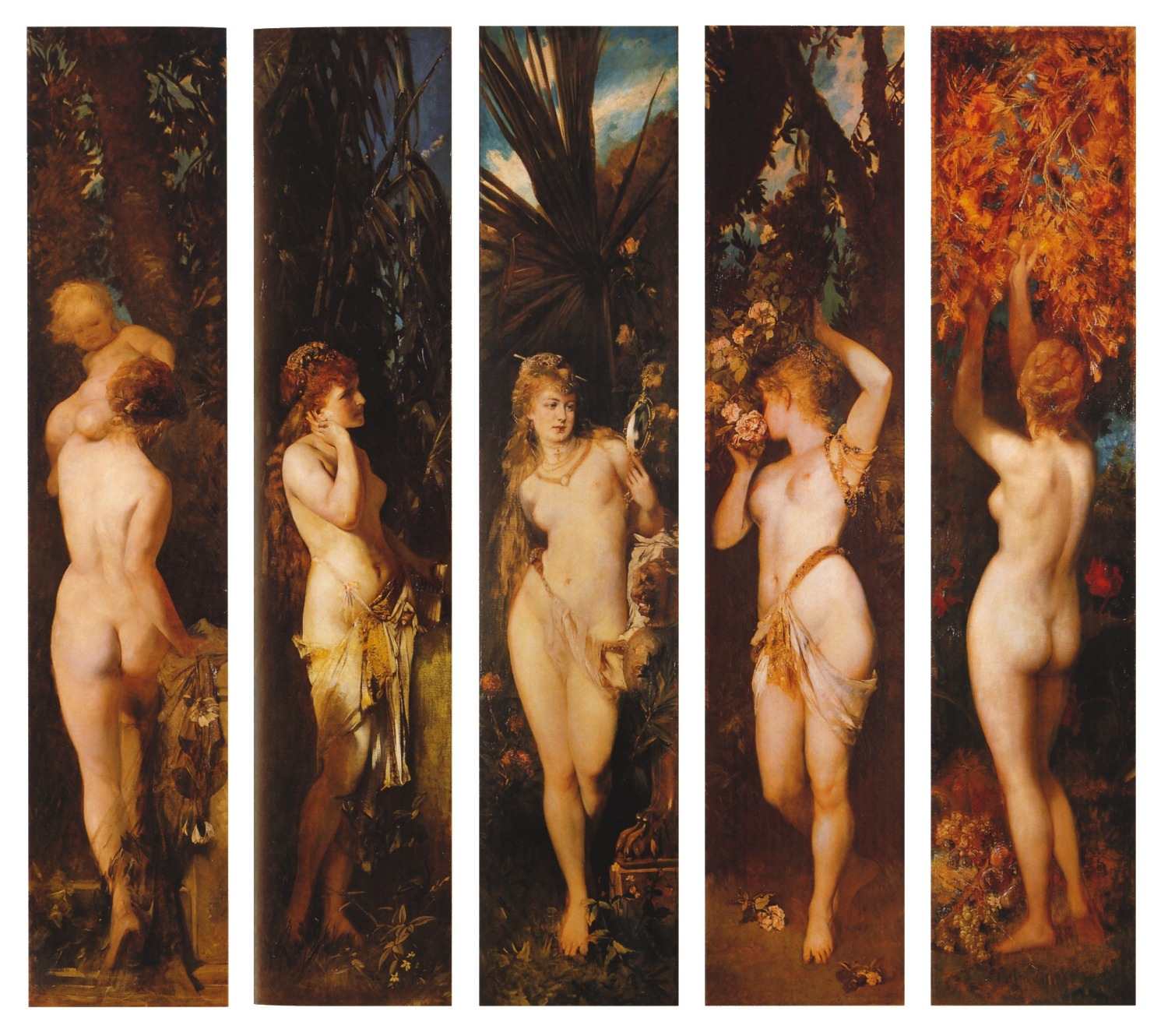
Pět smyslů

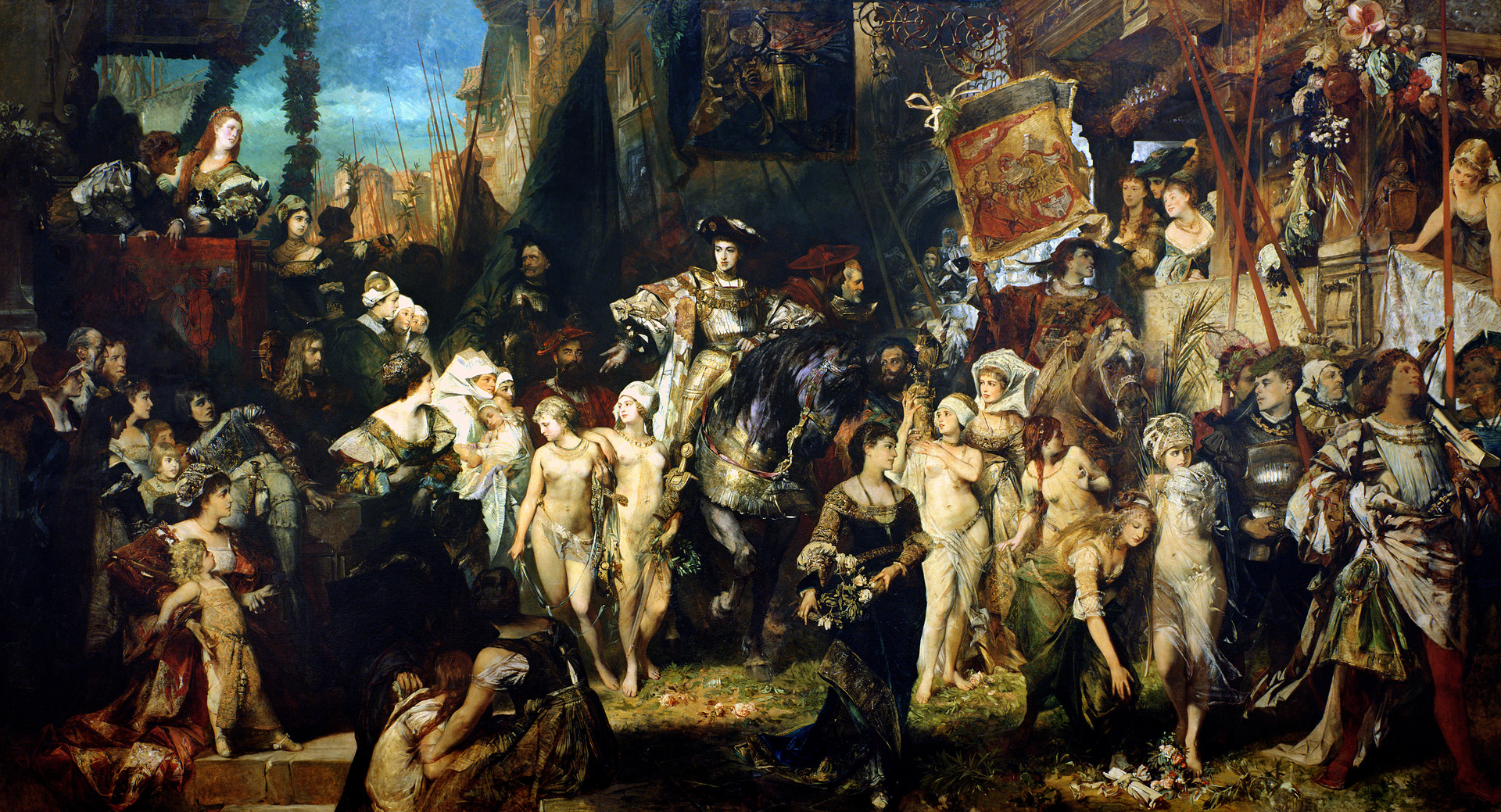
Příjezd císaře Karla V. do Antverp

- Benátky vzdávají hold Catarině Cornaro
- Pět smyslů
- Moderní Amoreti
- Bohatství, Dar země, 1870
- Putto čistí zbraně Martovi, 1870
- Dáma za spinetem (Vídeň, Rakouská galerie), 1871, olej na plátně, 83 × 36 cm
- Žena v černých šatech, soukromá sbírka, 1873, olej na plátně, 126,5 × 80 cm
- Příjezd císaře Karla V. do Antverp (Vídeň, Rakouská galerie), kolem roku 1875, olej na plátně 127 × 240 cm
- Smrt Kleopatry, 1875
- Charlotte Wolterová jako Messalina (Museum města Vídně, Inv. Nr. 16.803), 1875, olej na plátně, 142 × 223 cm
- Dáma v červeném (Linec, Museum umění, Inv.Nr. 46), okolo 1875, olej na dřevě, 120 × 79,5 cm
- Nubijec (Vídeň, Liechtensteinské museum, Inv.Nr. GE2392), 1875/76, olej na plátně, 272 × 155 cm
- Kleopatřin lov na Nilu, 1876
- Železnice. (Museum města Vídně), 1879, olej na plátně
- Portrét Dory Fournier Gabillonové, (Museum města Vídně, 1879/80, olej na dřevě
- Sokolnice, (Mnichov, Neue Pinakothek, Inv.Nr. 13291), kolem roku 1880, olej na plátně, 106,3 × 79,8 cm
- Vítězství světla nad tmou, (Vídeň, Rakouská galerie), 1883/84, olej na plátně

## Galerie

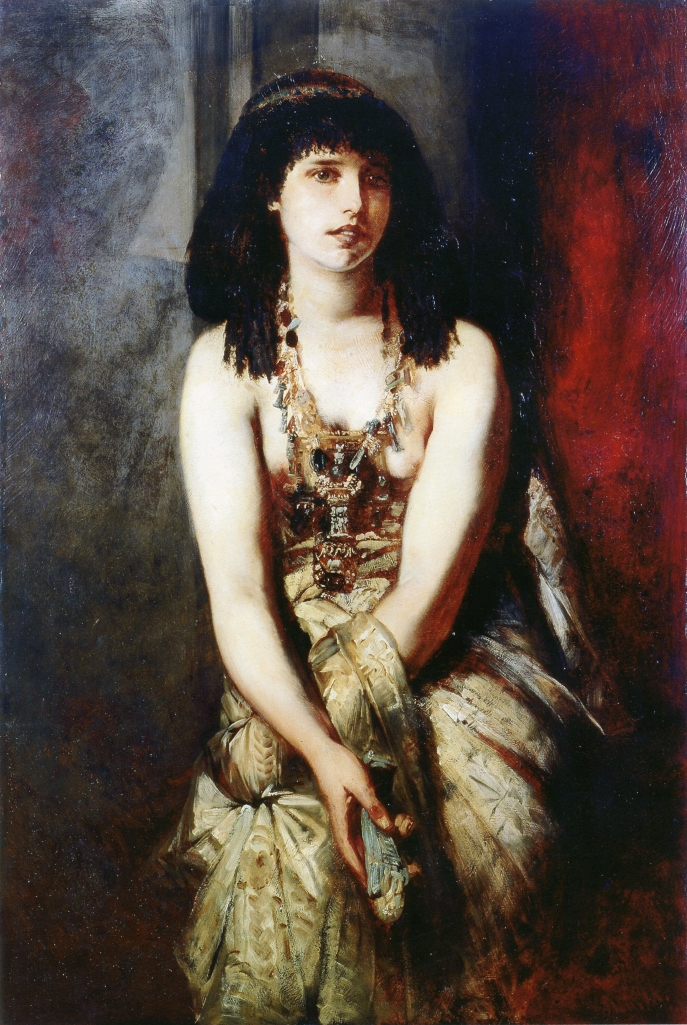
Egyptská princezna
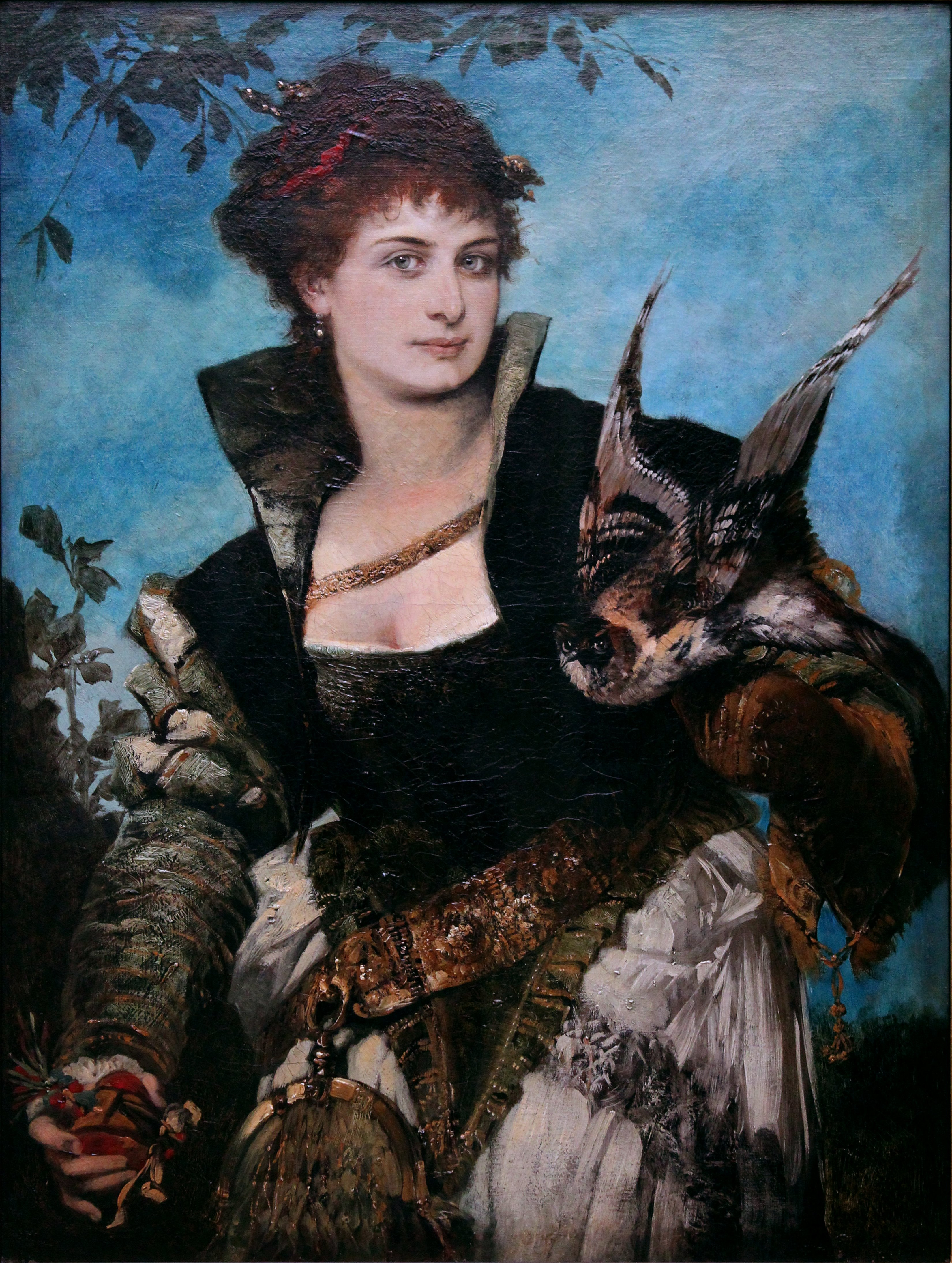
Sokolnice
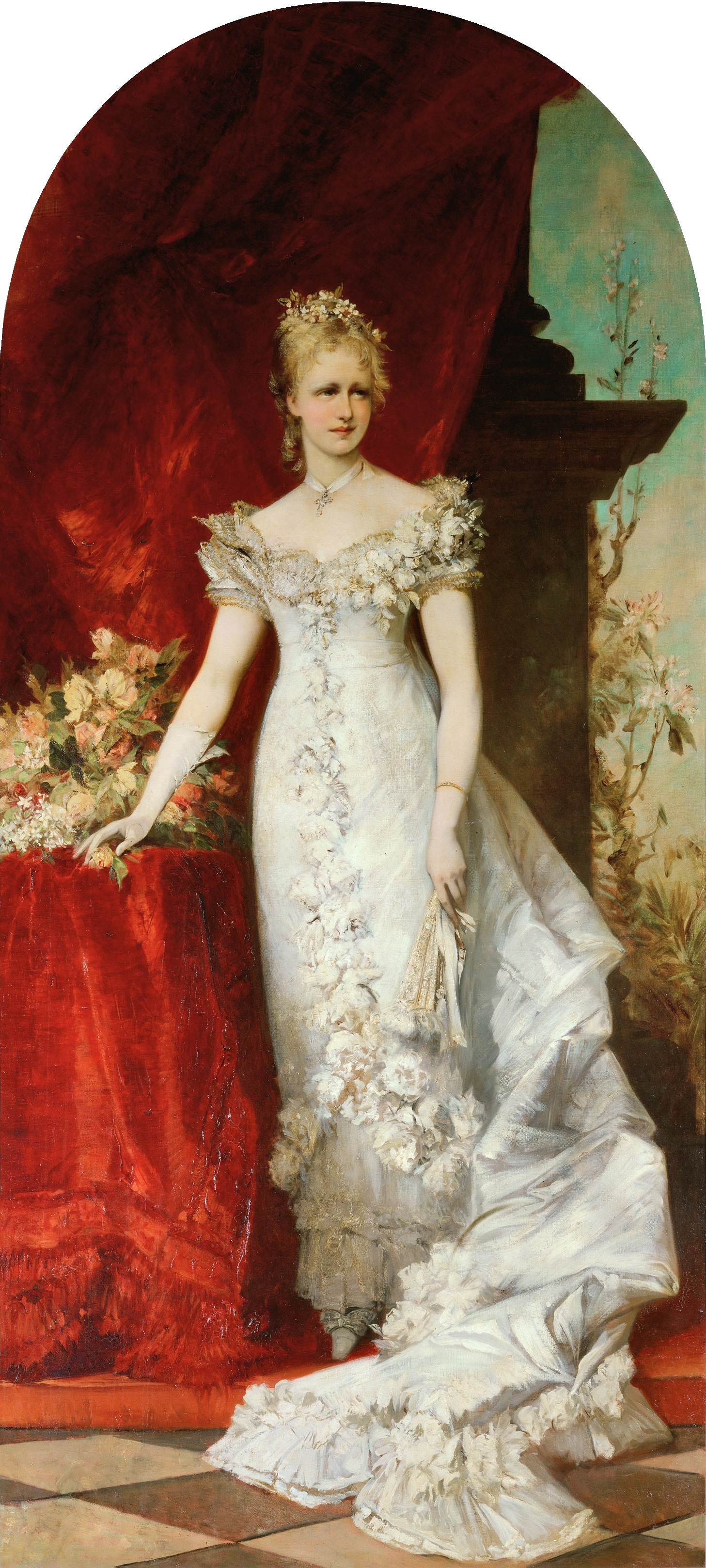
Princezna Stefanie
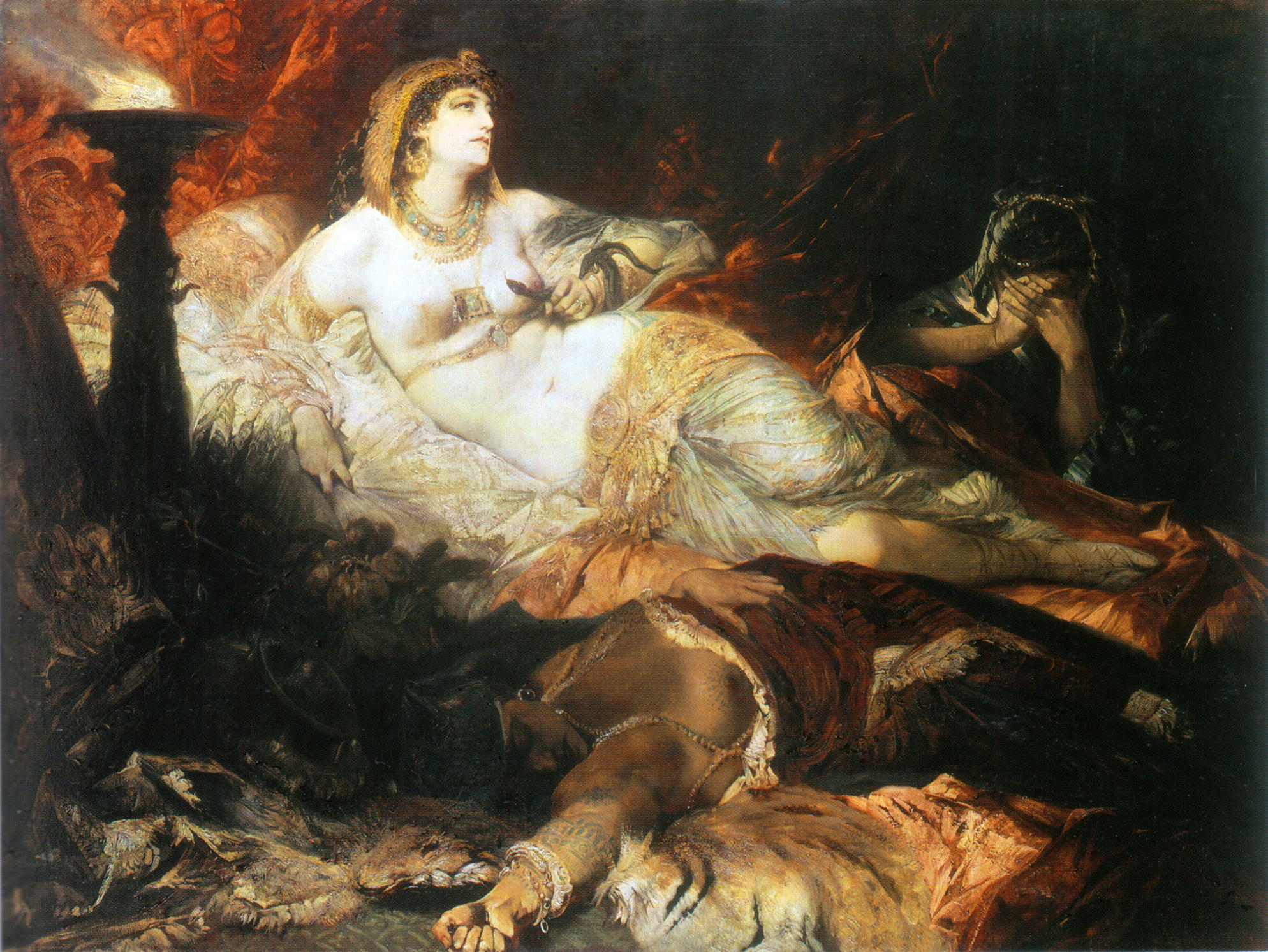
Smrt Keopatry